# Lucas Bols

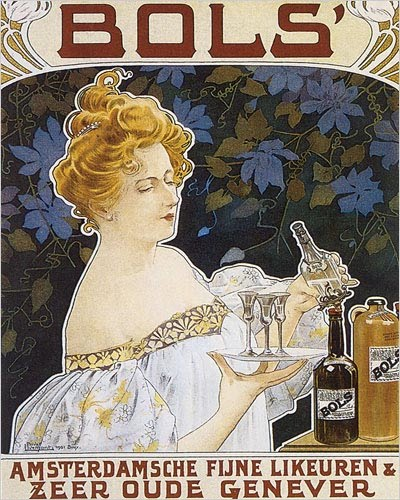
Werbeplakat für Bols, von Privat Livemont entworfen (1901)

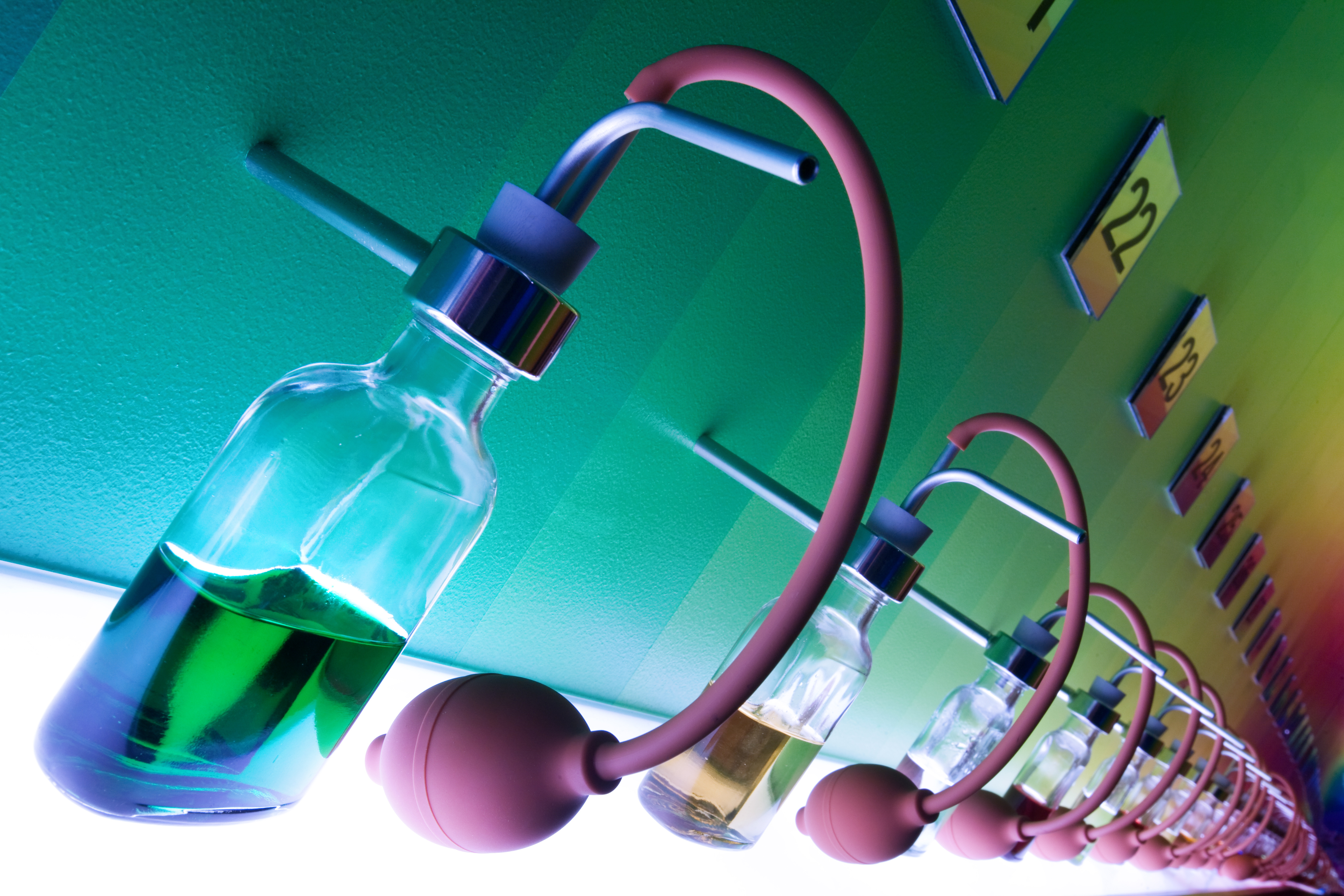
Likörflaschen im Bols-Museum in Amsterdam

Lucas Bols B.V. (früher Lucas Bols Brand Group) ist ein niederländischer Hersteller von Likören mit Sitz in Amsterdam. Die Produktion befindet sich in Zoetermeer.

## Geschichte
Der Name des Unternehmens geht auf seinen Gründer Lucas Bols aus Amsterdam zurück. Auf der Basis der dort umgeschlagenen Gewürze schuf er 1575 einige Spirituosen, die bis heute hergestellt werden. Dazu gehört auch der Curaçao Blue.
Bols war auf der Weltausstellung 1873 in Wien mit einem Stand in der Kosthalle vertreten. Die holländische Tracht, die die Verkäuferin Chrisje Sterck trug, ist noch Bols Museum erhalten. Bols wurde mit der Fortschritts-Medaille prämiert und ein Jahr später zum k.u.k. Hoflieferanten ernannt. Die Filiale befand sich Am Hof 3 im 1. Bezirk. Zum Teil bis heute beliefert Bols die Höfe der Niederlande, Belgiens, Luxemburgs, Englands, Griechenlands, Spaniens, Schwedens, Dänemarks, Monacos, sowie Äthiopiens und Nepals.
Bols kaufte 1954 die Konkurrenz Wynand Fockink auf, der ebenfalls Hoflieferant war.
Es werden Bols-Produkte in 70 Ländern vertrieben. Ab 2000 gehörte Bols zu der Rémy-Cointreau-Gruppe, die sich 2006 wieder von der Firma mittels eines Management-Buy-outs trennte. Lucas Bols ist eine niederländische Firma in der Rechtsform der Besloten Vennootschap.
Die 1922 gegründete, 1944 zerstörte und ab 1948 wiederaufgebaute deutsche Niederlassung, Erven Lucas Bols AG, befand sich in Emmerich, später und bis in die 1970er Jahre als GmbH in Neuss. Den Alleinvertrieb übernahm später für Deutschland die Beam Suntory Deutschland GmbH (ehemals Beam Deutschland GmbH, ehemals Maxximum Deutschland GmbH) mit Sitz in Frankfurt, für Österreich die Schlumberger AG in Wien und für die Schweiz das Unternehmen Dettling & Marmot aus Wollerau.
Im Oktober 2023 übernahm der niederländische Spirituosenhersteller Nolet International das Unternehmen.

## Produkte
- Bols Apricot Brandy
- Bols Banana
- Bols Blue (Curaçao)
- Bols Cacao Brown
- Bols Cacao White
- Bols Cherry Brandy
- Bols Cocos
- Bols Dry Orange
- Bols Green Banana
- Bols Grenadine
- Bols Kirsch
- Bols Kiwi
- Bols Mango
- Bols Maracuja
- Bols Maraschino
- Bols Melone
- Bols Peppermint Green
- Bols Raspberry
- Bols Red Orange
- Bols Strawberry
- Bols Triple Sec (Curaçao)
- Bols Vanille
- Bols Vodka
- Bols Wassermelone
- Bols Green Tea
- Bols Advocaat (Eierlikör)
- Galliano
- Pisang Ambon
- Bols Oude Genever